# Liri Gero
Liri Gero (Fier, 1926-1944) fue una activista comunista albanesa y miembro de la resistencia durante la Segunda Guerra Mundial.  

## Biografía
Gero era albanesa de ascendencia romaní y nació en Fier, Albania central, en 1926. 
Desde muy joven estuvo en la resistencia dentro de las células comunistas opuestas a la ocupación italiana. Su casa era uno de los «pisos francos» utilizados por los miembros de la resistencia para sus actividades.  El 14 de septiembre de 1943, Gero y otras 67 chicas de Fier, 68 en total, se alistaron esa misma noche a las filas de los partisanos del Movimiento de Liberación Nacional, un momento notable en la historia de la resistencia albanesa, teniendo en cuenta que Fier contaba entonces con unos 5.000 habitantes.
Gero se unió a la 16 Brigada de Ataque (en albanés: Brigada e 16-të Sulmuese.) El 6 de octubre de 1944, mientras luchaba contra las fuerzas alemanas en la carretera nacional de Çukas, cerca de Lushnjë, resultó herida. Incapaz de moverse, continuó luchando hasta que perdió la conciencia. Los nazis la encontraron inconsciente. Enfurecidos por la inesperada resistencia de la joven de 17 años, la torturaron, le ataron a un árbol, le rociaron con gasolina y la quemaron viva.

## Reconocimientos
Fue galardonada póstumamente con el título de Heroína del Pueblo de Albania. En 1982, el escritor albanés Nasho V. Jorgaqi le dedicó un cuento en la colección de sus Cartas Albanesas.
En 2010 se erigió un monumento conmemorativo en uno de los principales parques de Fier, su ciudad natal. Una escuela y un barrio de Fier también llevan su nombre.